# Puissance
Puissance és un duet suec format per Fredrik Söderlund i Henry Möller. Destaca una col·laboració al nové àlbum del grup Marduk. A les seues lletres parlen del perill de la guerra imminent per l'estat dels països del tercer món. Han publicat dos discos: State Collapse i Grace of God (Equilibrium Music, 2007).